# تاسول (ایندیانا)
تاسول (به انگلیسی: Taswell) یک منطقهٔ مسکونی در ایالات متحده آمریکا است که در شهرستان کرافورد، ایندیانا واقع شده‌است. تاسول ۲۳۷٫۱۴ متر بالاتر از سطح دریا واقع شده‌است.